# Jules Vanderstock
Jules Vanderstock ou Van Der Stock, né à Bruges 13 juin 1897 et mort à Marcinelle en décembre 1944, est un sculpteur et médaillier belge. Il a surtout produit des œuvres dans la région de Charleroi.

## Biographie et œuvres
Jules Vander Stock, né à Bruges le 13 juin 1897, est le fils de Jules Vanderstock et d'Adelina Klinck qui sont originaires du pays de Charleroi. Après la Première Guerre mondiale, il était domicilié à Gilly. Il se marie en 1933 avec Berthe Massin, institutrice, et s'installe à Marcinelle.
Il étudie à l'école de sculpture de l'Université du Travail. Il est l'élève d'Eugène Paulus, sculpteur et céramiste (frère du peintre Pierre Paulus) puis de Victor Rousseau. Il est influencé par l’Art Nouveau.  Au Salon international de Paris, il remporte le Prix des artistes avec une œuvre intitulée Guetteur. À Charleroi, il est membre fondateur du Cercle artistique et littéraire en 1921. 
Il devient professeur de sculpture à l'Université du Travail et à l'école industrielle communale de Châtelet.
Résistant durant la Seconde Guerre mondiale, il meurt pendant ce conflit.
Il est l'auteur de nombreux portraits en buste d'Albert Ier, de Léopold III, de la reine Astrid, de Paul Pastur (en 1939), de Jules Destrée, Jules Hiernaux, de Robert Fesler et de plusieurs autres bourgmestres. Il réalise des monuments aux morts de la Première Guerre mondiale à Gilly et à Jamioulx ainsi que le « Monument aux Morts de Nalinnes » créé à la suite d'un accident de mine. Il réalise également des plaques commémoratives notamment à Émile Tumelaire à Charleroi (en 1929) et Jacques Bertrand à Charleroi (en 1924) et Jules Destrée à Marcinelle (en 1936).

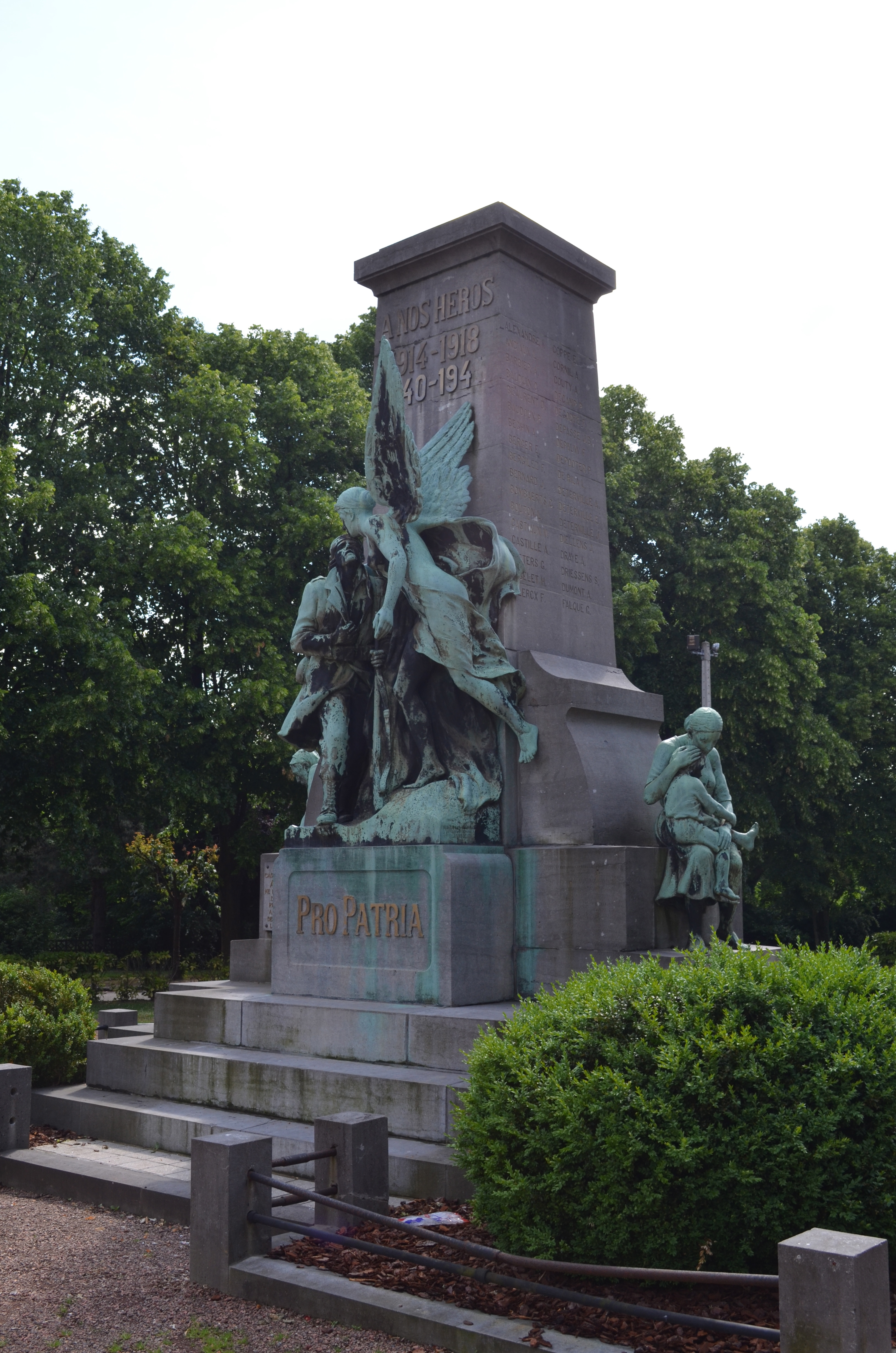
Monument aux morts de Gilly.
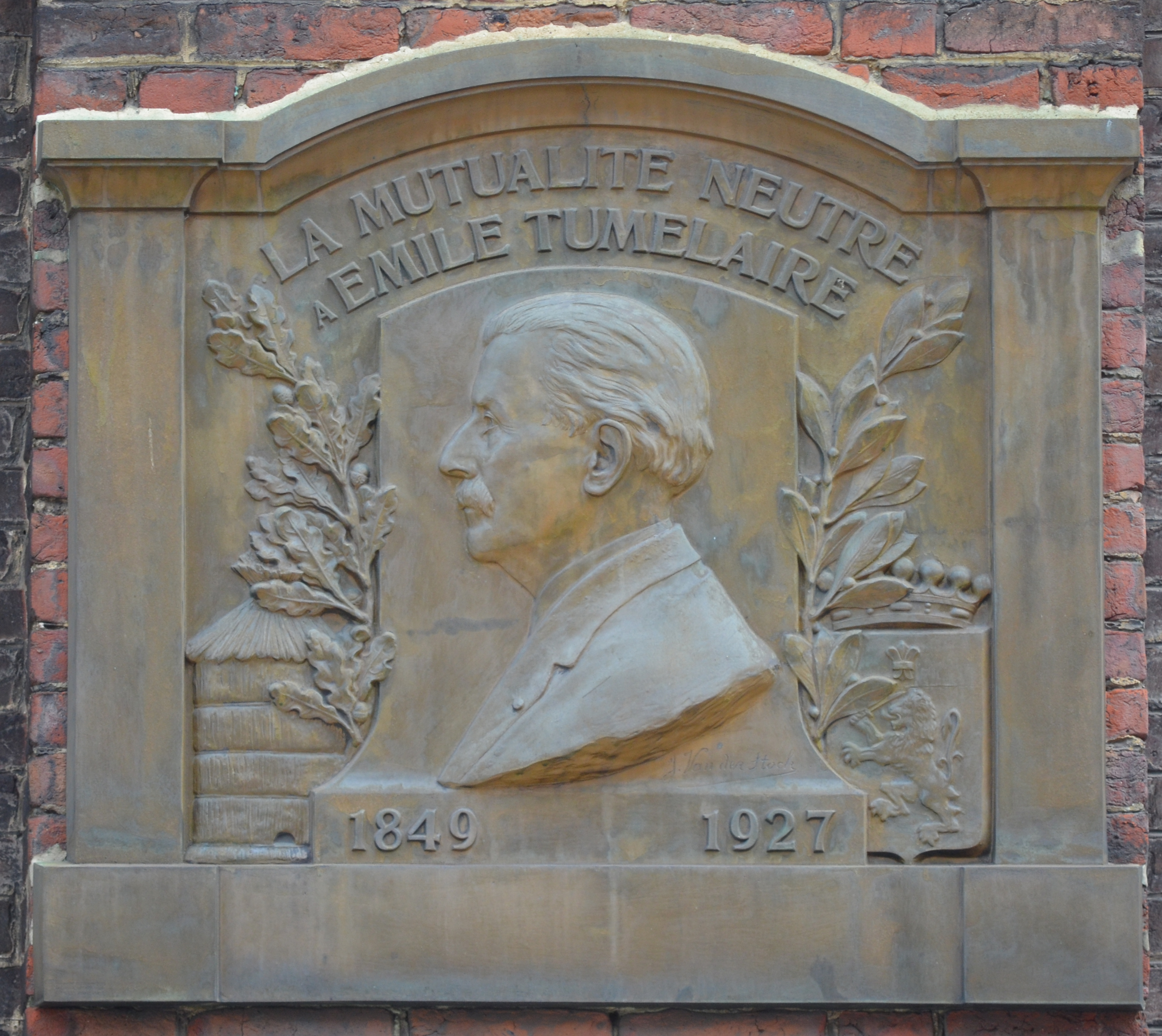
Plaque en hommage à Émile Tumelaire, dans la rue homonyme à Charleroi.
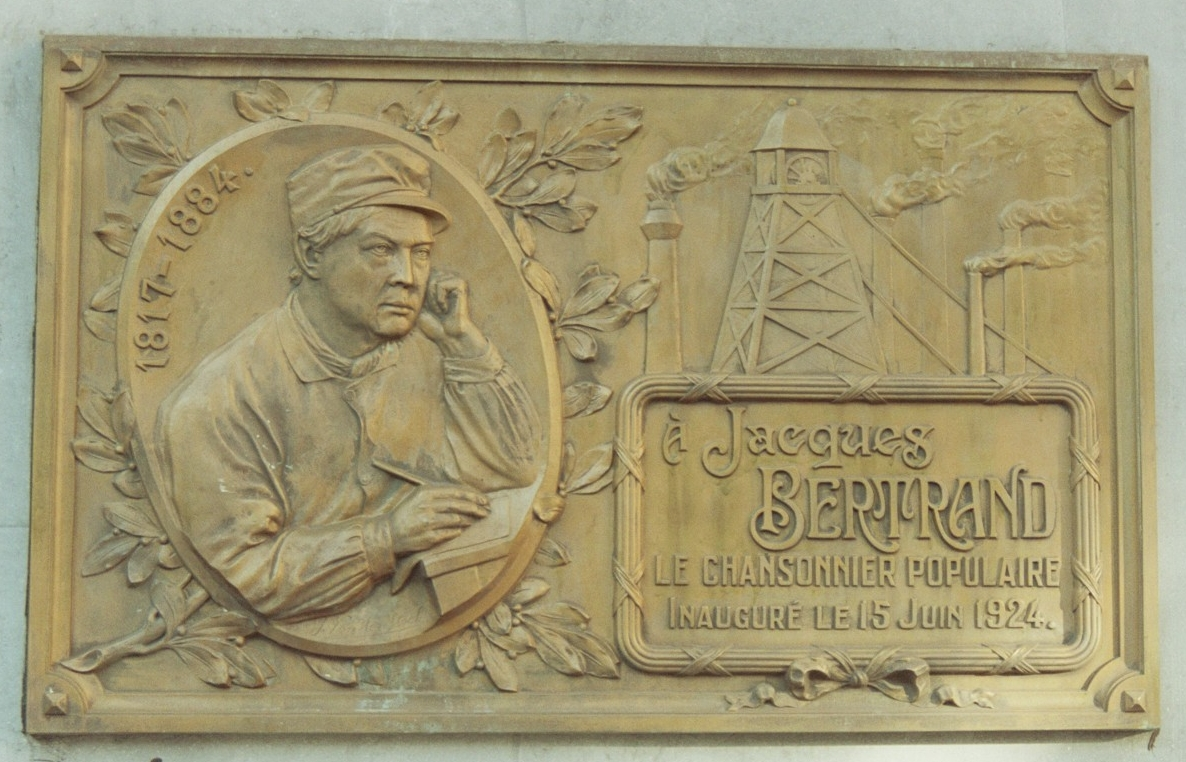
Plaque en hommage à Jacques Bertrand à Charleroi[5].
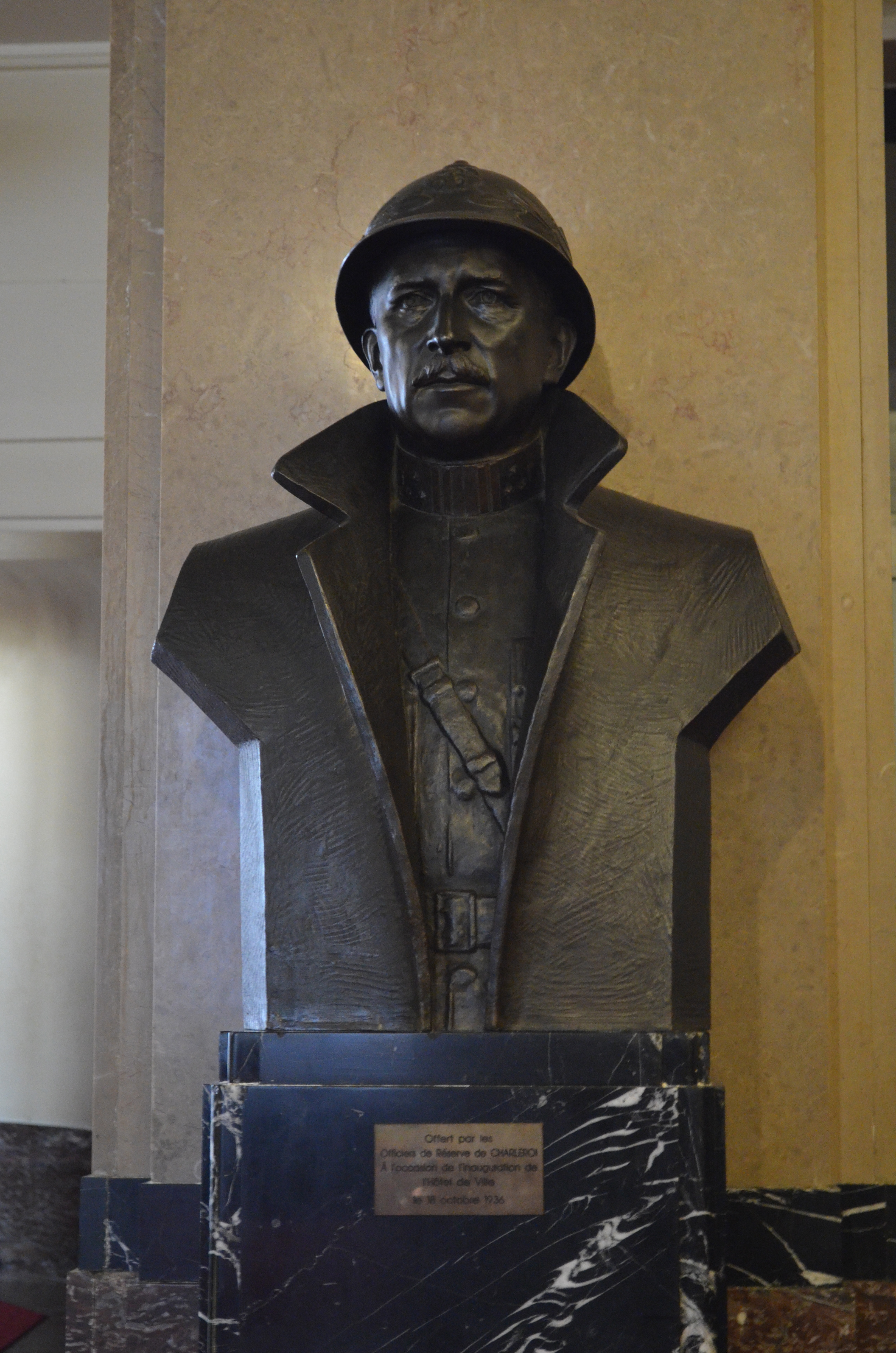
Buste du roi Albert Ier à l'hôtel de ville de Charleroi.